# Diemaco C8
La carabine Diemaco C8 est une variante courte du fusil d'assaut C7A1 destinée aux Commandos et équipages de véhicules blindés des Forces armées canadiennes en service depuis 1986.

## Caractéristiques
С8: Les viseurs en fer C8 sont normalement mis à zéro avec le viseur à ouverture arrière à usage normal à 250 m (273 yd) avec les munitions SS109 / M855 / C77. Le viseur arrière peut être mis à zéro pour la dérive par incréments de 3,8 cm ou de 0,38 mrad à 100 m, lorsqu'il est utilisé avec un rayon de visée de 367 mm (14,45 po) de longueur de carabine. L'élévation peut être remise à zéro par incréments de 4,7 cm ou de 0,47 mrad à 100 m. Une fois la ligne de visée en fer i
- C8A1: Le C8A1 (Diemaco C8FT) est essentiellement une carabine C8 avec un récepteur supérieur à sommet plat C7A1; la carabine ayant un canon de 368 millimètres (14,5 po) contre le canon de 508 millimètres (20,0 po) généralement vu sur le C7. La disposition générale de l'arme reste essentiellement inchangée, à l'exception du récepteur supérieur et de l'inclusion générale du viseur C79. Les C8A1 ont également été plus couramment vus avec la poignée de transport amovible avec viseurs A1 développée par Diemaco pour le C7FT et le C8FT. Le C8A1 n'a jamais été officiellement adopté par les Forces canadiennes et n'a été utilisé qu'en Afghanistan pour pouvoir utiliser les viseurs optiques C79.
- C8A2: La carabine  est très similaire à la C8, mais dotée d'un canon lourd forgé au marteau à froid de 368 millimètres (14,5 po) (par opposition au canon à profil crayon de 368 mm (14,5 po) précédemment utilisé) et d'un récepteur supérieur plat. .
- C8SFW:  L'arme des Forces spéciales (SFW) est dotée d'un canon plus long de 410 millimètres (16,1 po) d'un profil nettement plus lourd que le C8A1 et d'un protège-mains RAS (Rail Adapter System). Le système d'exploitation SFW est plus abondamment gazé par rapport au C8A1 standard pour améliorer la fiabilité en présence d'encrassement ou de givrage important au détriment du déplacement plus rapide et plus difficile du boulon et du porte-boulon contre l'ensemble tampon adapté en conséquence, ce qui entraîne une augmentation du recul libre. Il est conçu pour fournir une capacité d'appui-feu sous forme de carabine. Un manchon, appelé manchon Simon, est glissé sur l'extrémité du canon et est retenu par le compensateur et sa rondelle d'écrasement. Il est utilisé pour monter la baïonnette C7 Nella standard, la baïonnette CAN 2000/2005 et M203A1s.La base du guidon est renforcée pour le montage du Heckler & Koch AG-C / EGLM. La masse, la vitesse initiale et la portée effective sont indiquées comme étant de 3,4 kg (7,5 lb), 895 m/s (2 936 pi/s) et 550 m (601 yd).[6] Le C8SFW est en service avec t
- C8FTHB: Les préoccupations que le Princess Patricia's Canadian Light Infantry avait avec le C8 ont mené à la création du C8FTHB. Le canon lourd C8FTHB (Flat Top Heavy Barrel) présente de nombreuses améliorations par rapport au C8, notamment un canon profilé M4 forgé au marteau à froid à profil lourd doté d'un lance-grenades découpé pour le montage du M203A1 des Forces canadiennes et du viseur optique à baïonnette et Elcan C79. 
Certaines des carabines C8FTHB antérieures utilisaient d'anciens récepteurs C8 remis à neuf. "FTHB" était estampillé à côté des marques C8 sur les récepteurs inférieurs. Colt Canada a ensuite fabriqué de nouveaux récepteurs inférieurs avec des marques C8FTHB. Plus tard, les carabines C8FTHB qui ont été mises à niveau vers le C8A3 avaient "A3" estampillé à côté des marques, donnant des marques "C8FTHBA3". Seulement 400 C8FTHB ont été mis à niveau vers des C8FTHBA3 avant que Colt Canada ne commence à simplement marquer les nouveaux récepteurs " C8A3 ".
- C8A3:Le C8FTHB a été rapidement remplacé par le C8A3, qui dispose du même canon forgé à marteau à froid de 400 mm (15,7 po) et du récepteur supérieur plat que le C8FTHB, ainsi que de toutes les améliorations à mi-vie apparues sur le C7A2 telles que le mobilier vert, le loquet de la poignée de chargement ambidextre, le déverrouillage du magasin et le levier sélecteur. Il comprend également le rail TRIADE I pour C8, qui a une fente de moins que la TRIADE I C7, pour accueillir le viseur M203A1.
- C8 CQB: (pour Close Combat Battle soit arme de combat rapproché),
- C8 IUR : version semi-automatique

## Diffusion

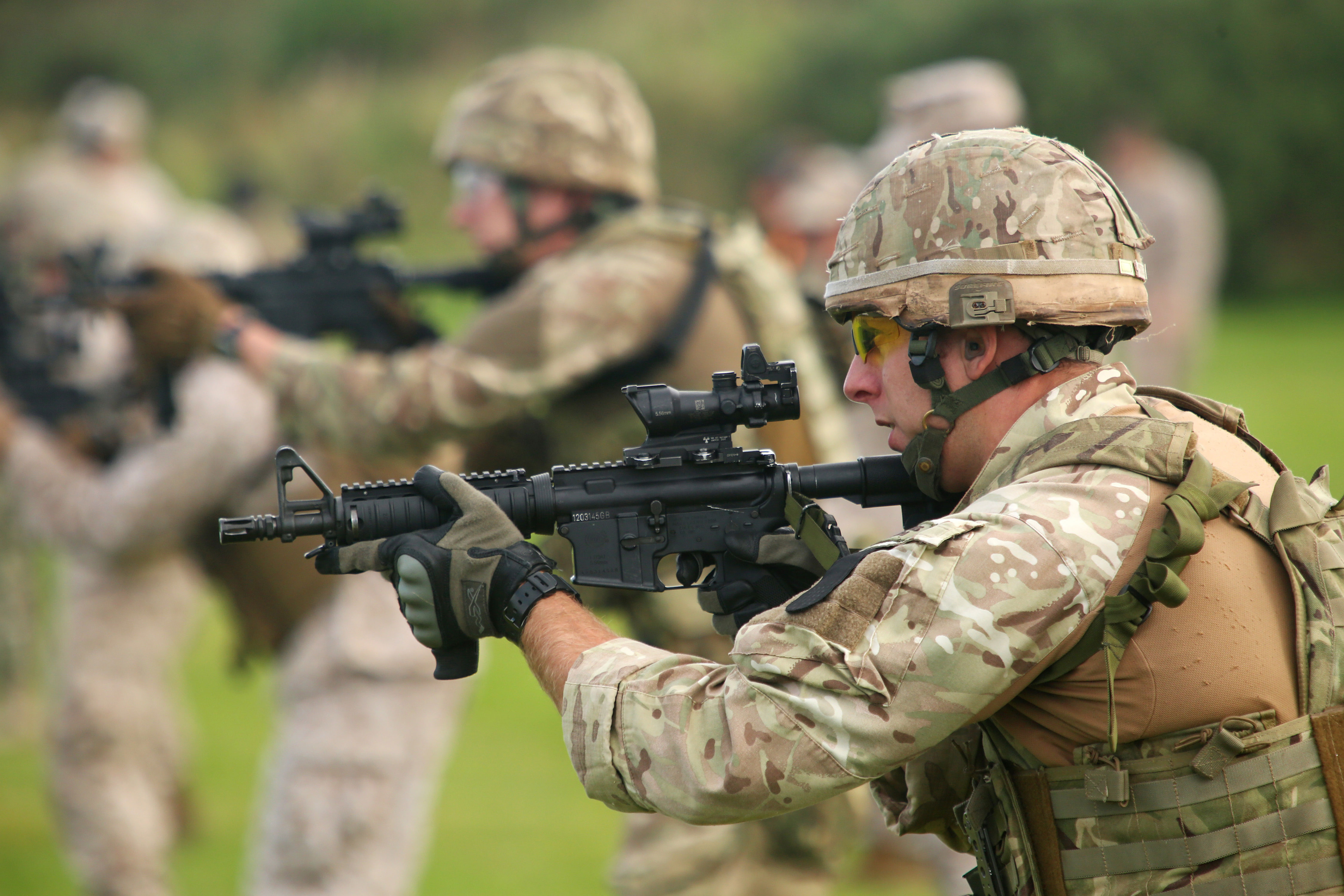
Royal Marines britanniques du groupe de protection de la Flotte armés de L119A2 ou C8CQB.

- Canada. En service au sein de la Police militaire des Forces canadiennes et des Forces spéciales canadiennes. La carabine semi-automatique C8 IUR est en dotation dans la Gendarmerie royale
- Danemark
- Royaume-Uni Le SAS  et les UKSF de l'Armée britannique ont mis en service deux variantes du C8 sous la formes des L119A1  (canon de 40 cm) et L119A2 (canon de 25 cm). Le C8 est aussi en service chez les Royal Marines (Groupe de protection de la Flotte) et la  16e Brigade d'assaut par air (Peloton Pathdinfer) .
- Norvège
- Pays-Bas
- Suède
- Ukraine Don canadien à la suite de l'invasion de l'Ukraine par la Russie en février/mars 2022[1]

## Dans la culture populaire
Selon le Site IMFDB, le C8 apparaît aux mains des Forces spéciales canadiennes dans :
- le film Hyena Road sur la Guerre d'Afghanistan.
- la série Médecins de combat sur le même conflit.
- la série The Borders.

Il est aussi utilisable dans le jeu vidéo Project Reality.
Elle est une des armes principales de l'agent Buck dans Rainbow Six Siege.